# Ma se ghe penso/Munasterio 'e Santa Chiara
Ma se ghe penso/Munasterio 'e Santa Chiara è il terzo singolo in formato "Mini 10" di Mina, pubblicato nell'ottobre del 1970 dall'etichetta privata dell'artista PDU.

## Descrizione
Ultimo dei tre supporti "Mini 10" pubblicati dalla cantante nell'autunno del 1970, come il precedente la velocità è di 33 giri per garantire la riproduzione di brani di durata maggiore.
Come gli altri "Mini 10" è erroneamente catalogato nella sezione album sul sito ufficiale dell'artista, quando per contenuti si tratta di un singolo.
Arrangiamento, direzione e orchestra: Augusto Martelli.

## Ma se ghe penso
Classico della canzone genovese, già pubblicato su singolo nel 1969 e ancor prima sull'album Dedicato a mio padre del 1967, riproposto da Mina in svariati eventi televisivi.

## Munasterio 'e Santa Chiara
Il celebre manifesto della canzone napoletana del dopoguerra, era già stato interpretato più volte da Mina, che solo alla fine degli anni '60 si decide a inserirlo in un album e su singolo.
La prima volta compare nell'antologia ufficiale Le più belle canzoni italiane interpretate da Mina del 1968, subito dopo nell'album I discorsi del 1969, quindi nella raccolta Mina per voi pubblicata lo stesso anno di questo "Mini 10".
Esistono anche esibizioni dal vivo registrate in alcune trasmissioni televisive della RAI:
- un frammento, tratto da una fantasia eseguita durante la dodicesima puntata di Studio Uno del 13 gennaio 1962, si trova raccolta nel DVD Gli anni Rai 1959-1962 Vol. 10, inserito in un cofanetto monografico di 10 volumi pubblicato da Rai Trade e GSU nel 2008
- l'audio dell'intera canzone estratto dalla stessa puntata è reperibile nella raccolta Signori... Mina! vol. 2 (1993)
- il video completo da Senza Rete dell'11 luglio 1968, sul DVD Gli anni Rai 1967-1968 Vol. 5 nel citato cofanetto.

La canzone è stata utilizzata negli spot per pubblicizzare la pasta Barilla.

## Tracce
Lato A
1. Ma se ghe penso – 3:31 (testo: Mario Cappello – musica: Mario Cappello, Attilio Margutti; edizioni musicali Sinfonica jazz) – 1967 e 1969

Lato B
1. Munasterio 'e Santa Chiara – 2:34 (testo: Michele Galdieri – musica: Alberto Barberis; edizioni musicali La Canzonetta) – 1968 e 1969